# 一龙
一龙（1987年4月1日—），本名刘星君，出生于中国山东省德州市，中国搏击选手。一龙少时习武，2009年参与《武林风》的海选，使人熟知。同年12月31日，在武林风世界搏击大赛战胜俄罗斯职业高手奎斯廷·都瑞。2010年，一龍由於在擂台上被美國特警阿德里安·格羅特（Adrien Grotte）擊倒而在網路上爆紅。

## 一龙与徐晓冬约架事件
2020年5月13日，格斗教练徐晓冬空降河南郑州，在一龙所处之“大玉米”的楼下等待一龙和自己见面，徐晓冬去郑州的目的是和一龙敲定对战事宜。武僧一龙前几天（大约是5月9日）公开发视频叫阵徐晓冬是装孙子，在外面诋毁自己打假拳却不敢和自己见面，一龙的叫阵，直接燃起徐晓冬胸中的怒火。一龙在视频当中口口声声说自己就在郑州，自己就在郑州，等着徐晓冬。然而，徐晓冬在楼下苦等了两个小时后，一龙仍然没有露面，这让徐晓冬气得破口大骂，并称一龙是“WC拳王”！
徐晓冬痛骂道：“我在郑州玉米大厦广场16点——18点，等一龙两小时！一龙没来！他的团队没来！没有任何消息！一龙你这个骗子！你说的话和放屁一样！你是网红！你是WC拳王！——我不打网红！不当网红！今天全世界武术爱好者见证！谁是孙子！一龙——再见！”
面对徐晓冬的挑战，一龙暂未回应。警方抵达现场对徐晓冬进行教育批评：“通过正常程序叫比赛，在这儿发生冲突，算打架斗殴。”
这件事發生后，一龙的社交平台彻底沦陷，网友们纷纷嘲讽一龙，抨击他提出了约战，结果人家来了，他又不敢露面，真是丢尽了脸：“龙叔报警了，笑死我了。中华武魂，是马保国帮你报的警吗”、“你报警了？哈哈哈哈哈哈哈哈哈”、“老哥，你和别人约架！你没出现！丟我中华武术的脸”、“一龙果然怂呀，约架不敢出现，警也是你报的吧。”
事件过去一天后，武僧一龙回应这件事，武僧一龙录视频称：徐晓东自我炒作，团队买热搜，自导自演自报警，对于这种行为自己要勇敢说不，并且表示，另一位挑战者玄武比较诚恳，谦卑，自己和其比赛正在洽谈中。
武僧一龙又在微博发文回应：
有些人可以给机会，有些人没有权利给机会，没法碰！我目前还是一个拳手的心态、只是在这个时期对于多年污蔑甚至诋毁甚至妨碍搏击健康发展的一些言论正确回应，同时接纳拓展推广！关于近期跨界接受网红交流的活动，除了不可避免的回应更是希望在此期间推广搏击。高峰低谷几次很严重的伤都经历过、也涉足了不同领域，我可以不吃这碗饭、还站在这儿自有我的原因责任、也有我的作用。人生本是一粒棋子，做好自己该做的。眼下这点名利都是最基础的行为方式，只有了解我的人知道为了坚持一个事情牺牲的名利更多更多…